# La Madrague (Saint-Tropez)
Pour les articles homonymes, voir Madrague (homonymie) et Tropez.
La Madrague est la célèbre propriété acquise par Brigitte Bardot en 1958 à Saint-Tropez, sur la route des Canebiers.

## Histoire
À l'époque, l'actrice recherchait une maison « les pieds dans l'eau », elle désirait ardemment vivre au bord de la Méditerranée mais ne trouvait rien qui lui convienne vraiment. Alors qu'elle tournait La Femme et le Pantin (1959) à Séville, dans le sud de l'Espagne, ses parents, qui possédaient déjà une résidence à Saint-Tropez, firent la visite de la Madrague. Mais l'affaire était une telle exclusivité qu'il fallait faire vite. Sur l'insistance de sa mère lui déclarant que la maison correspondait à tout ce qu'elle souhaitait, Brigitte Bardot fit le voyage jusque dans le petit village de pêcheurs et eut un vrai coup de cœur pour la propriété. Elle en fit l'acquisition immédiatement, pour 24 millions d'anciens francs.
Dès lors, la Madrague fut le théâtre de fêtes inoubliables qui faisaient les gros titres des journaux parisiens. Sacha Distel, Alain Delon, Jean-Paul Belmondo et bien d'autres personnalités passèrent par là. En 1966, Gunter Sachs déversa même en hélicoptère une pluie de pétales de rose sur la propriété en guise de déclaration d'amour. En 1963, Bardot chante La Madrague, qui fait allusion à cette maison.
Quelques années après le retrait de Brigitte Bardot des plateaux de cinéma, cette dernière fit don, en 1992, de sa propriété à la Fondation Brigitte-Bardot, afin d'en assurer la pérennité. De fait, elle en est l'usufruitière et déclare aujourd'hui « habiter chez ses animaux » qui, à leur mort, ont de petites tombes dans le jardin.
Aujourd'hui encore, la Madrague fait partie des lieux incontournables lors de promenades touristiques en bateau durant l'été à Saint-Tropez. Les allées et venues le long de la plage bordant la maison sont constantes et nombreuses.
Brigitte Bardot a déclaré vouloir qu'après sa mort, il soit fait de la Madrague un musée où l'argent récolté serait reversé au profit de sa fondation. Elle souhaite également être enterrée dans le jardin de la propriété.

## Anecdotes
En 1963, Brigitte Bardot obtint une dérogation exceptionnelle (et payante), l'autorisant à construire des murs en prolongement des limites de sa parcelle jusque sur le bord de l'eau, formant ainsi une mini-plage privée, cela afin de protéger son intimité, notamment vis-à-vis des paparazzi.
La maison fut cambriolée une bonne dizaine de fois.[réf. nécessaire]
Différents gardiens de la Madrague furent aussi un vrai problème durant de nombreuses années pour Brigitte Bardot. Elle engagea notamment un jour un couple, en ignorant qu'il venait de commettre un braquage et était activement recherché par la police, ou encore engagea un gardien qui tenta un jour d'abuser d'elle.